# Eurovisiesongfestival 2017

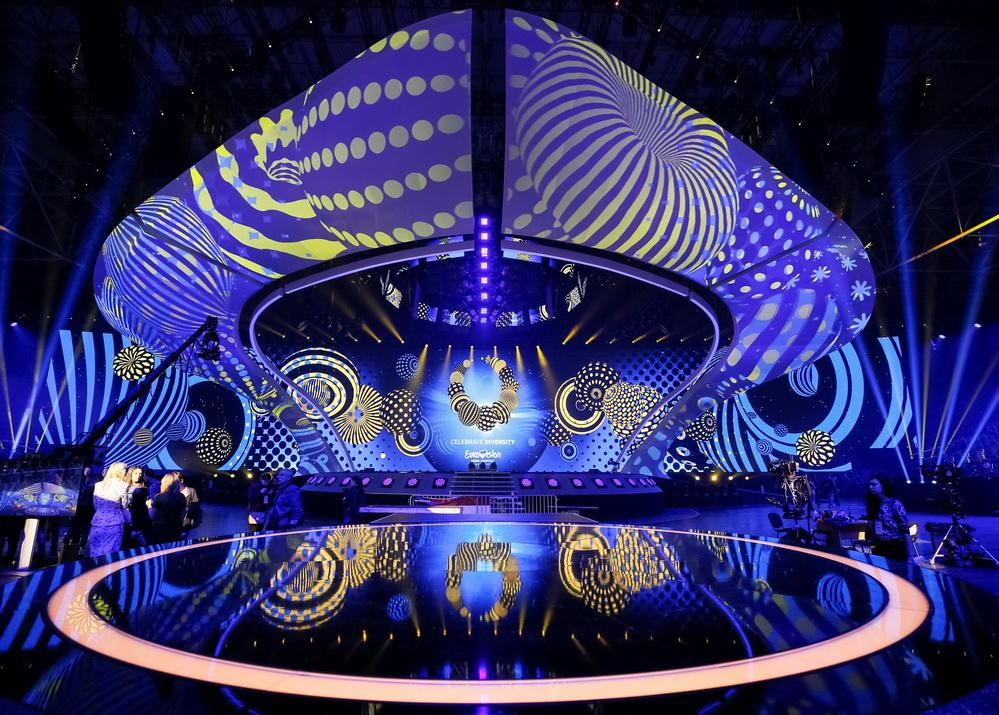
Podium in het International Exhibition Centre, Kyiv - gastlocatie van het festival in 2017

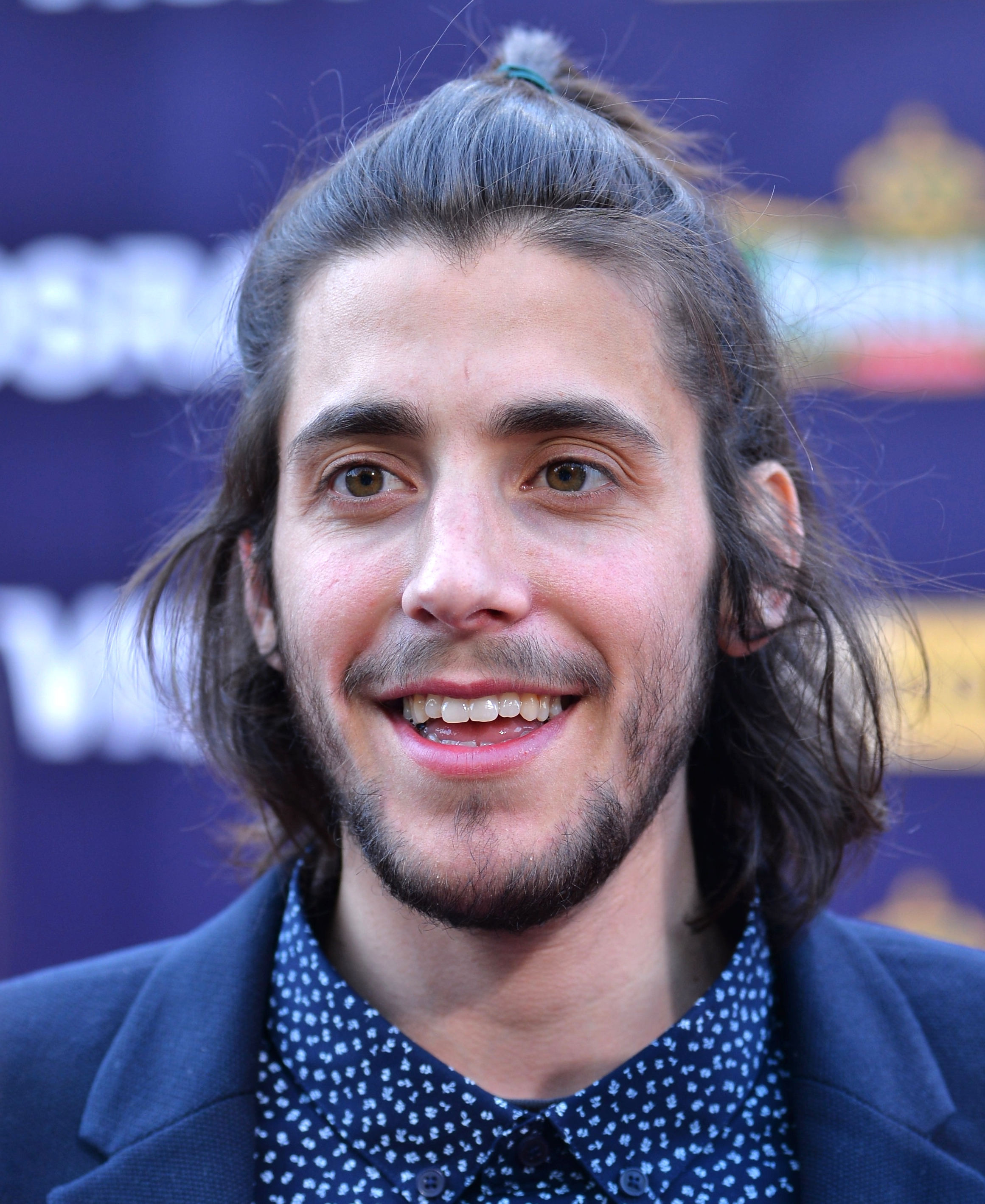
De Portugees Salvador Sobral, winnaar van deze editie.

Het Eurovisiesongfestival 2017 was de 62ste editie van deze Europese liedjeswedstrijd. Winnaar werd Salvador Sobral, namens Portugal, met Amar pelos dois.

## Gaststad
Eind juni 2016 werd de procedure gestart om de exacte locatie van het songfestival van 2017 te selecteren. Oekraïense steden kregen twee weken de tijd om zich kandidaat te stellen. In juli werd bekendgemaakt dat zes steden zich hadden aangemeld: Dnipro, Charkiv, Cherson, Odessa, Lviv en hoofdstad Kiev. Op 20 juli werd door de organiserende omroep NTU een rechtstreekse televisieshow uitgezonden waarin deze steden zich mochten presenteren. In het programma, getiteld City Battle, werden de voorstellen besproken door een panel van mensen uit de mediawereld, experts, muzikanten, songfestivalfans en het studiopubliek. Na de eerste schifting, die achter gesloten deuren plaatsvond, bleven nog drie steden over: Kiev, Dnipro en Odessa. Afgevaardigden van de EBU inspecteerden de drie steden. Op 1 augustus 2016 zou een definitieve beslissing genomen worden, maar deze datum werd uitgesteld. De gaststad moet onder andere beschikken over voldoende hotelcapaciteit, een hal met een capaciteit van bij voorkeur 10.000 mensen, moderne infrastructuur, de aanwezigheid van een internationale luchthaven en een perscentrum met plaats voor minimaal 1550 journalisten.
Op 9 september 2016 werd duidelijk dat Kiev het 62ste songfestival definitief mocht organiseren. Het festijn werd gehouden in het International Exhibition Centre in Kiev. Dit centrum biedt ruimte aan 12.000 tot 14.000 toeschouwers. De opbouw van het centrum is hetzelfde als tijdens het Eurovisiesongfestival 2015 in Wenen. Dit betekent dat er aan twee kanten zitplaatsen zijn en in het midden staplaatsen.
Het gratis toegankelijke Eurovision Village, waar artiesten optraden en de uitzendingen konden worden bijgewoond op groot scherm, bevond zich middenop Chresjtsjatyk, ter hoogte van metrostation Chresjtsjatyk.

## Formule
De data voor het Eurovisiesongfestival 2017 werden vastgelegd op 9, 11 en 13 mei. Op de eerste twee data werden twee halve finales gehouden, waaruit telkens tien landen zich kwalificeerden voor de finale, die op een zaterdag plaatsvond. De Grote Vijf, de landen die de grootste financiële bijdrage leveren aan de organisatie van het Eurovisiesongfestival, zijnde Duitsland, Frankrijk, Italië, Spanje en het Verenigd Koninkrijk) en gastland Oekraïne werden rechtstreeks geplaatst voor de finale.

### Presentatoren
Het Eurovisiesongfestival werd gepresenteerd door Oleksandr Skisjko, Volodimir Ostapsjoek en Timoer Mirosjnytsjenko. Het is, na de allereerste editie in 1956, pas de tweede keer dat het festival niet (mede) wordt gepresenteerd door een vrouw. Skisjko en Ostapsjoek zijn in Oekraïne bekende presentatoren. Mirosjnytsjenko is sinds 2007 commentator op het Eurovisiesongfestival voor de Oekraïense publieke omroep en was presentator van het Junior Eurovisiesongfestival in 2009 en 2013.

## Incidenten bij voorbereiding

### Organisatorische problemen
In februari 2017, drie maanden voor het songfestival, stapten 21 leden van het organisatiecomité op uit onvrede met teamleider Pavlo Hrytsak. Er was veel kritiek op de weinige progressie die onder zijn leiding werd geboekt. Het regelen van belichting, podiumontwerp en geluidssysteem was ernstig vertraagd en belangrijke contracten waren nog niet getekend. Onder de mensen die ontslag namen waren Oleksandr Kharebin en Victoria Romanova, de beoogd uitvoerend producenten voor het songfestival in Kiev. Geruchten dat het songfestival in gevaar was en eventueel uitgesteld diende te worden, werden door de EBU ontkend. De Zweed Christer Björkman werd aangesteld als vervangend producent.
De kaartverkoop, die aanvankelijk in december 2016 van start zou gaan, werd enkele keren uitgesteld. De mededingingsautoriteit verklaarde dat de aanbesteding van de tickethandel niet volgens de regels verliep. Daarop kreeg Oekraïne een reprimande van de EBU. Uiteindelijk begon de kaartverkoop in februari 2017.

### Russisch-Oekraïens conflict
Vanwege de grote politieke spanningen tussen Rusland en gastland Oekraïne was het in aanloop naar het Eurovisiesongfestival lange tijd onzeker of Rusland aan deze editie zou meedoen. Vlak voor de deadline werd echter bekend dat Rusland zangeres Joelia Samojlova naar Kiev zou sturen met het nummer Flame is burning. De Oekraïense veiligheidsdienst stelde hierop een onderzoek in naar de zangeres. Zij zou in 2015 via Rusland naar de Krim - het Oekraïense schiereiland dat in 2014 militair door Rusland werd geannexeerd - zijn gereisd om er een optreden te geven, wat volgens de Oekraïense autoriteiten een zware overtreding is. Op 22 maart 2017 besliste Oekraïne om Samojlova een inreisverbod van drie jaar te geven, waardoor zij Rusland niet kon vertegenwoordigen in Kiev. De EBU betreurde de beslissing en kwam daags hierna met een uniek voorstel om Samojlova elders te laten optreden en haar met een live-verbinding via satelliet toch deel te laten nemen aan de wedstrijd. Dit compromis werd echter door zowel Rusland als Oekraïne verworpen. Rusland verklaarde alleen aan te willen treden in Kiev zelf en dreigde anders het songfestival voortaan te boycotten. Op 13 april 2017, een maand voor het songfestival, maakte de Russische omroep Channel One bekend zich terug te trekken voor het songfestival van 2017. Het evenement werd in Rusland ook niet via de reguliere tv-kanalen uitgezonden. Het is voor het eerst sinds 1999 dat Rusland afwezig was op het Eurovisiesongfestival.
Overigens meldde Rusland zijn kandidaat op het laatste moment aan, kwam niet op vergaderingen opdagen en had niet zoals gebruikelijk voor het bekendmaken van de kandidaat een hotel geboekt, waardoor de indruk bestond dat het nooit naar het songfestival wilde komen.

## Uitslagen

### Finale
In de finale werden de punten van de jury's van de verschillende landen als eerste bekendgemaakt en daarna de punten van het publiek (televoting).
Portugal won het Eurovisiesongfestival 2017. Na 49 deelnames won Portugal voor de 1e keer met het nummer Amar pelos dois van Salvador Sobral. Met een totaal van 758 punten won hij glansrijk het festival. De Bulgaarse Kristian Kostov werd 2e met 615 punten. Moldavië werd 3e met 374 punten, vertegenwoordigd door de SunStroke Project. België eindigde op de 4e plek met 363 punten met het nummer City lights van Blanche. OG3NE werd voor Nederland met Lights and shadows 11e met 150 punten.
Naast Portugal, behaalden ook Bulgarije en Moldavië hun hoogste positie ooit. Van de Big Five wist enkel Italië in de top 10 te eindigen, op een 6e plek. Ook Frankrijk eindigde in eerste helft van het scoreboard, op een 12e plek. Het Verenigd Koninkrijk (15e), Duitsland (25e) en Spanje (26e) eindigden allen in de onderste helft van het scoreboard.
| Plaats | Land                | Taal                | Artiest                        | Lied                 | Televoting | Vakjury | Punten |
| ------ | ------------------- | ------------------- | ------------------------------ | -------------------- | ---------- | ------- | ------ |
| 1      | Portugal            | Portugees           | Salvador Sobral                | Amar pelos dois      | 376        | 382     | 758    |
| 2      | Bulgarije           | Engels              | Kristian Kostov                | Beautiful mess       | 337        | 278     | 615    |
| 3      | Moldavië            | Engels              | SunStroke Project              | Hey, mamma!          | 264        | 110     | 374    |
| 4      | België              | Engels              | Blanche                        | City lights          | 255        | 108     | 363    |
| 5      | Zweden              | Engels              | Robin Bengtsson                | I can't go on        | 126        | 218     | 344    |
| 6      | Italië              | Italiaans           | Francesco Gabbani              | Occidentali's karma  | 208        | 126     | 334    |
| 7      | Roemenië            | Engels              | Ilinca feat. Alex Florea       | Yodel it!            | 224        | 58      | 282    |
| 8      | Hongarije           | Hongaars            | Joci Pápai                     | Origo                | 152        | 48      | 200    |
| 9      | Australië           | Engels              | Isaiah Firebrace               | Don't come easy      | 2          | 171     | 173    |
| 10     | Noorwegen           | Engels              | JOWST feat. Aleksander Walmann | Grab the moment      | 29         | 129     | 158    |
| 11     | Nederland           | Engels              | O'G3NE                         | Lights and shadows   | 15         | 135     | 150    |
| 12     | Frankrijk           | Frans en Engels     | Alma                           | Requiem              | 90         | 45      | 135    |
| 13     | Kroatië             | Engels en Italiaans | Jacques Houdek                 | My friend            | 103        | 25      | 128    |
| 14     | Azerbeidzjan        | Engels              | Dihaj                          | Skeletons            | 42         | 78      | 120    |
| 15     | Verenigd Koninkrijk | Engels              | Lucie Jones                    | Never give up on you | 12         | 99      | 111    |
| 16     | Oostenrijk          | Engels              | Nathan Trent                   | Running on air       | 0          | 93      | 93     |
| 17     | Wit-Rusland         | Wit-Russisch        | Navi                           | Story of my life     | 33         | 50      | 83     |
| 18     | Armenië             | Engels              | Artsvik                        | Fly with me          | 21         | 58      | 79     |
| 19     | Griekenland         | Engels              | Demy                           | This is love         | 29         | 48      | 77     |
| 20     | Denemarken          | Engels              | Anja Nissen                    | Where I am           | 8          | 69      | 77     |
| 21     | Cyprus              | Engels              | Hovig                          | Gravity              | 32         | 36      | 68     |
| 22     | Polen               | Engels              | Kasia Moś                      | Flashlight           | 41         | 23      | 64     |
| 23     | Israël              | Engels              | Imri Ziv                       | I feel alive         | 5          | 34      | 39     |
| 24     | Oekraïne            | Engels              | O.Torvald                      | Time                 | 24         | 12      | 36     |
| 25     | Duitsland           | Engels              | Levina                         | Perfect life         | 3          | 3       | 6      |
| 26     | Spanje              | Engels en Spaans    | Manel Navarro                  | Do it for your lover | 5          | 0       | 5      |

### Eerste halve finale
- Italië, Spanje en het Verenigd Koninkrijk konden deze halve finale meestemmen.

| Plaats | Land         | Taal      | Artiest              | Lied            | Punten |
| ------ | ------------ | --------- | -------------------- | --------------- | ------ |
| 1      | Portugal     | Portugees | Salvador Sobral      | Amar pelos dois | 370    |
| 2      | Moldavië     | Engels    | SunStroke Project    | Hey, mamma!     | 291    |
| 3      | Zweden       | Engels    | Robin Bengtsson      | I can't go on   | 227    |
| 4      | België       | Engels    | Blanche              | City lights     | 165    |
| 5      | Cyprus       | Engels    | Hovig                | Gravity         | 164    |
| 6      | Australië    | Engels    | Isaiah Firebrace     | Don't come easy | 160    |
| 7      | Armenië      | Engels    | Artsvik              | Fly with me     | 152    |
| 8      | Azerbeidzjan | Engels    | Dihaj                | Skeletons       | 150    |
| 9      | Polen        | Engels    | Kasia Moś            | Flashlight      | 119    |
| 10     | Griekenland  | Engels    | Demy                 | This is love    | 115    |
| 11     | Georgië      | Engels    | Tako Gatsjetsjiladze | Keep the faith  | 99     |
| 12     | Finland      | Engels    | Norma John           | Blackbird       | 92     |
| 13     | Tsjechië     | Engels    | Martina Bárta        | My turn         | 83     |
| 14     | Albanië      | Engels    | Lindita              | World           | 76     |
| 15     | IJsland      | Engels    | Svala                | Paper           | 60     |
| 16     | Montenegro   | Engels    | Slavko Kalezić       | Space           | 56     |
| 17     | Slovenië     | Engels    | Omar Naber           | On my way       | 36     |
| 18     | Letland      | Engels    | Triana Park          | Line            | 21     |

### Tweede halve finale
- Duitsland, Frankrijk en Oekraïne konden deze halve finale meestemmen

| Plaats | Land        | Taal                | Artiest                           | Lied                | Punten |
| ------ | ----------- | ------------------- | --------------------------------- | ------------------- | ------ |
| 1      | Bulgarije   | Engels              | Kristian Kostov                   | Beautiful mess      | 403    |
| 2      | Hongarije   | Hongaars            | Joci Pápai                        | Origo               | 231    |
| 3      | Israël      | Engels              | Imri Ziv                          | I feel alive        | 207    |
| 4      | Nederland   | Engels              | O'G3NE                            | Lights and shadows  | 200    |
| 5      | Noorwegen   | Engels              | JOWST feat. Aleksander Walmann    | Grab the moment     | 189    |
| 6      | Roemenië    | Engels              | Ilinca feat. Alex Florea          | Yodel it!           | 174    |
| 7      | Oostenrijk  | Engels              | Nathan Trent                      | Running on air      | 147    |
| 8      | Kroatië     | Engels en Italiaans | Jacques Houdek                    | My friend           | 141    |
| 9      | Wit-Rusland | Wit-Russisch        | Navi                              | Story of my life    | 110    |
| 10     | Denemarken  | Engels              | Anja Nissen                       | Where I am          | 101    |
| 11     | Servië      | Engels              | Tijana Bogićević                  | In too deep         | 98     |
| 12     | Zwitserland | Engels              | Timebelle                         | Apollo              | 97     |
| 13     | Ierland     | Engels              | Brendan Murray                    | Dying to try        | 86     |
| 14     | Estland     | Engels              | Koit Toome & Laura                | Verona              | 85     |
| 15     | Macedonië   | Engels              | Jana Burčeska                     | Dance alone         | 69     |
| 16     | Malta       | Engels              | Claudia Faniello                  | Breathlessly        | 55     |
| 17     | Litouwen    | Engels              | Fusedmarc                         | Rain of revolution  | 42     |
| 18     | San Marino  | Engels              | Valentina Monetta & Jimmie Wilson | Spirit of the night | 1      |

## Wijzigingen

Deelnemende landen
Landen die zich niet kwalificeerden voor de finale
Landen die in het verleden deelgenomen hebben, maar in 2017 afwezig zijn

### Terugkerende landen
- Portugal: de Portugese omroep RTP besloot zich vanwege teleurstellende resultaten terug te trekken voor het festival van 2016. Na herstructureringen maakte Portugal weer zijn opwachting op het festival.
- Roemenië: na het vervallen van het lidmaatschap van de Roemeense publieke omroep TVR in 2016 wegens een openstaande schuld bij de EBU, nam Roemenië in 2017 weer deel.

### Niet meer deelnemende landen
- Bosnië en Herzegovina: de Bosnische openbare omroep trok zich omwille van financiële problemen terug.
- Rusland: Rusland zou meedoen met het nummer Flame is burning, gezongen door Joelia Samojlova. Rusland besloot toch af te zien van deelname, omdat Joelia Samojlova een reisverbod naar Oekraïne was opgelegd voor drie jaar, wegens het illegaal betreden van de Krim in 2015.

## Terugkerende artiesten
| Land       | Artiest           | Plaats | Eerdere deelname                 | Plaats toen |
| ---------- | ----------------- | ------ | -------------------------------- | ----------- |
| Estland    | Koit Toome        | 14 HF  | Estland 1998                     | 12          |
| Estland    | Laura             | 14 HF  | Estland 2005 (deel van Suntribe) | 20 HF       |
| Moldavië   | SunStroke Project | 3      | Moldavië 2010                    | 22          |
| San Marino | Valentina Monetta | 18 HF  | San Marino 2012                  | 14 HF       |
| San Marino | Valentina Monetta | 18 HF  | San Marino 2013                  | 11 HF       |
| San Marino | Valentina Monetta | 18 HF  | San Marino 2014                  | 24          |
| Slovenië   | Omar Naber        | 17 HF  | Slovenië 2005                    | 12 HF       |

## Incident
Tijdens de intervalact in de finale klom een man met de Australische vlag op het podium. Op dat moment stond Jamala, de winnares van vorig jaar, op te treden. De man liet zijn broek zakken, zodat zijn billen zichtbaar waren. Later bleek de man Vitalii Sediuk te zijn, een Oekraïense journalist die al eerder beroemdheden lastigviel.